# Chiddingstone Castle

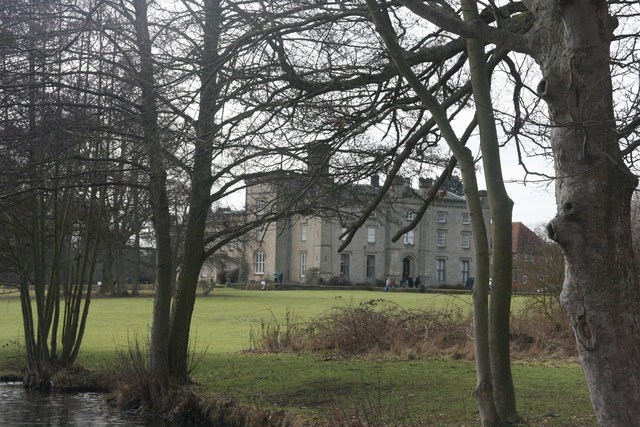
Chiddingstone Castle

Chiddingstone Castle ist ein Schloss im Dorf Chiddingstone in der Nähe von Edenbridge in der englischen Grafschaft Kent. Es liegt 56 km südlich von London am Oberlauf des River Medway. Das Schloss selbst stammt vom Anfang des 19. Jahrhunderts, schließt aber Elemente früherer Bauten auf demselben Anwesen mit ein. Vom Anfang des 16. Jahrhunderts bis zum Ende des 19. Jahrhunderts war das Anwesen der Sitz der Familie Streatfeild. Seit 1977 sind das Schloss und sein 140.000 m² großes Anwesen in treuhänderischer Verwaltung für den Staat durch die Denys Eyre Bower Bequest. Schloss und Gärten sind für die Öffentlichkeit zugänglich.

## Geschichte

### High Street House
Das erste nennenswerte Gebäude auf dem Anwesen des heutigen Schlosses war ein hölzernes Fachwerkhaus, in dem ab Anfang des 16. Jahrhunderts Richard Streatfeild, ein Eisenhüttenbesitzer und Wollhändler, wohnte. Von diesem ersten Haus ist nur wenig erhalten geblieben, weil Henry Streatfeild (1639–1719) es 1679 durch ein Ziegelhaus im karolinischen Stil ersetzte. Das Gebäude wurde High Street House oder High Street Mansion genannt, da seine Front auf die High Street des Dorfes zeigte. Das Neuarrangement des Grundstückes im 19. Jahrhundert führte zur heutigen Umleitung der Straße durch das Dorf.

### Chiddingstone Castle
Anfang des 19. Jahrhunderts beauftragte Henry Streatfeild (1757–1829), der Sohn von Henry Streatfeild (1706–1762) und Lady Anne Sidney, den Architekten William Atkinson, das Haus in neugotischem Stil neu zu erbauen, aber Atkinsons Planung wurde nie fertiggestellt. 1835 beauftragt Streatfeilds Sohn, ein weiterer Henry Streatfeild (1784–1852), den Architekten Henry Kendal, mit weiteren Arbeiten. Auch wenn den Streadfeilds das Haus, das jetzt Chiddingstone Castle genannt wurde, bis zum Verkauf an Lord Astor 1938 gehörte, lebte die Familie nach dem Jahr 1900 dort nicht mehr. Im Zweiten Weltkrieg waren im Schloss Mitglieder der kanadischen Streitkräfte untergebracht, danach wurde bis 1954 die Long Dene School einquartiert.

### Denys Eyre Bower
1955 kaufte Denys Eyre Bower, ein früherer Bankangestellter und Antiquitätenhändler, das Schloss, um dort seine Sammlungen auszustellen. Bower war im Dorf Crich in Derbyshire geboren und begann schon in jungen Jahren zu sammeln. Er arbeitete anfangs als Bankangestellter und übernahm 1943 die Antiquitätenhandlung Cavendish Hood in der Baker Street in London. Die Neugestaltung der Baker Street veranlasste Bower zum Umzug auf Chiddingstone Castle, wo er seine Sammlungen der Öffentlichkeit zugänglich machen wollte. Aber 1957 wurde Bower wegen Mordversuches an seiner Freundin und versuchten Selbstmordes zu lebenslanger Haft verurteilt. 1962 wurde er nach dem erfolgreichen Versuch seiner Solicitorin Ruth Eldridge, einen Justizirrtum nachzuweisen, entlassen und kehrte auf Chiddingstone Castle zurück, das er mit Hilfe von Ruth Eldridge und ihrer Schwester Mary bis zu seinem Tod 1977 für die Öffentlichkeit zugänglich hielt.

### Heute
Bower hinterließ das Schloss und seine Sammlungen dem Staat, woraufhin nach seinem Tod die Denys Eyre Bower Bequest gegründet wurde. Dieser Treuhänder kümmert sich um Schloss und Sammlungen, hält sie öffentlich zugänglich und bietet das Schloss als Veranstaltungsort für Hochzeiten an. Unter den derzeitigen Treuhändern sind auch Nachfahren der Familie Streatfeild. English Heritage hat das Schloss als historisches Gebäude II*. Grades gelistet und das Anwesen, zu dem weitere historische Gebäude, wie eine Orangerie, gehören, ist im National Register of Historic Parks and Gardens aufgeführt.

## Sammlungen

### Japanische Sammlung
Bowers Entscheidung, Objekte aus Japan zu sammeln, war vom Interesse seines Vaters an chinesischem Porzellan inspiriert. Die Sammlung von Lackwaren gilt als bedeutendste Sammlung dieser Art in privater Hand. Die Ausstellungen im Schloss umfassen auch Schwerter, Rüstungen und Haniwa-Figuren.

### Altägyptische Sammlung
Die altägyptische Sammlung erstreckt sich über die ganze Geschichte dieser Zivilisation und enthält sowohl Grabbeigaben, wie Uschebtifiguren und Amulette, als auch Objekte des täglichen Lebens, wie Ess- und Trinkgefäße. 2013 wurden Stücke aus der Sammlung an das Houston Museum of Natural Science zur Ausstellung in der dortigen altägyptischen Halle ausgeliehen.

### Sammlung des Hauses Stuart und der Jakobiten
Was die britische Geschichte angeht, war Bower am meisten am Haus Stuart und an den Jakobiten interessiert. Er war Mitglied der Royal Stuart Society. Seine Sammlung in dieser Richtung enthält Porträts von Mitgliedern des Hauses Stuart, Schwerter, Objekte mit versteckten Jakobitensymbolen und königliche Manuskripte.

### Buddhistische Sammlung
Wie bei seinen anderen Sammlergebieten war auch Bowers Interesse an buddhistischen Objekten von persönlichen Vorlieben bestimmt. Bower war Buddhist. Dennoch konzentriert sich die Sammlung nicht auf eine bestimmte Richtung des Buddhismus oder auf ein bestimmtes Land. Unter den derzeitigen Ausstellungsstücken sind Thangkas und Bilder von Buddha.

### Ausstellungen zur Ortsgeschichte
Neben Bowers Sammlungen finden sich in der Schlossküche aus dem 19. Jahrhundert noch etliche originale Stücke, wie z. B. drei Kuchenbacköfen. Außerdem sind dort eine Sammlung von Küchenutensilien und ein Eiskasten ausgestellt. Der Eiskasten erinnert an das ehemalige Eishaus des Schlosses. Es gibt auch einen Aufenthaltsraum für die Dienerschaft und eine Schlafkammer eines Dieners zu sehen.